# Roboastra luteolineata
Roboastra luteolineata är en snäckart som först beskrevs av Baba 1936.  Roboastra luteolineata ingår i släktet Roboastra och familjen Polyceridae. Inga underarter finns listade i Catalogue of Life.

## Bildgalleri

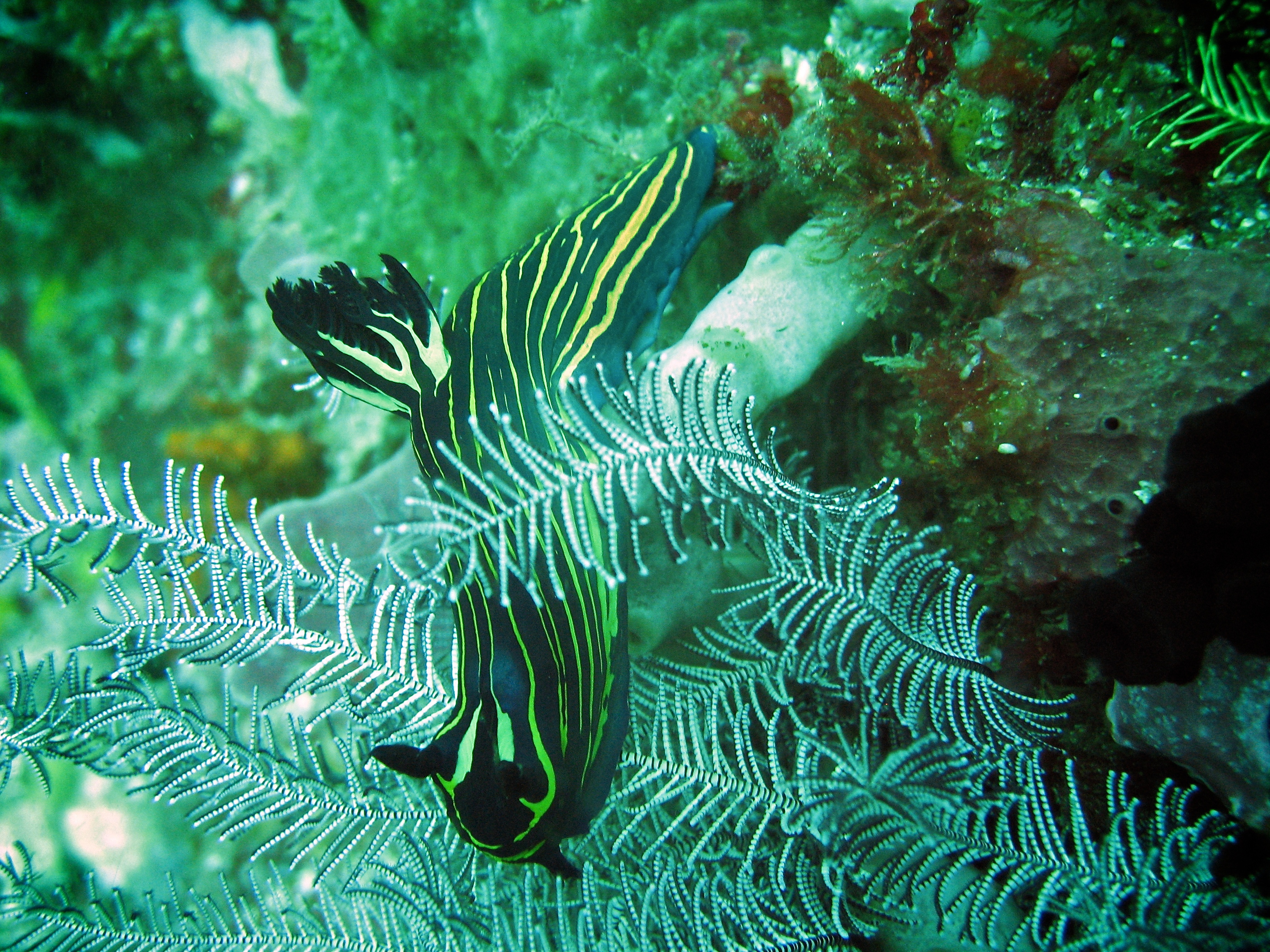